# NGC 1956
NGC 1956 este o galaxie spirală situată în constelația Platoul. A fost descoperită în 22 ianuarie 1836 de către John Herschel. Se află la o distanță de 67,89 de megaparseci de Pământ.